# Sonaguera
Sonaguera è un comune dell'Honduras facente parte del dipartimento di Colón.